# Дневной Дозор (игра)
| Иноязычные издания    | Иноязычные издания |
| Издание               | Оценка             |
| --------------------- | ------------------ |
| Gameplay              | 3,0/5,0            |
| Русскоязычные издания |                    |
| Издание               | Оценка             |
| Absolute Games        | 55 %               |
| «PC Игры»             | 5,0/10             |
| «Игромания»           | 6/10               |
| «ЛКИ»                 | 70 %               |
| «Страна игр»          | 7,0/10             |

Дневной Дозор — тактическая ролевая компьютерная игра, созданная российской компанией Targem Games при участии Nival Interactive по мотивам романа Сергея Лукьяненко «Дневной Дозор» и одноимённого фильма. Российская версия игры вышла 2 ноября 2006 года. Слоган игры — «Будь тёмным в игре — а не в жизни!» (С. Лукьяненко).

## Сюжет
Стас и Анна расстались. Анна ушла из Дозора и живёт обычной человеческой жизнью, но всё меняется, когда её соседка рассказывает о маньяке, устроившем охоту в парке возле их дома. Когда она отошла от дома, на неё напала банда гопников, но неожиданно появился Пётр, оборотень, и помог ей с ними расправиться. Когда все закончилось, он предложил подвезти её в бар «Лакомка» (в сумраке — «Сытый Вурдалак»). Добравшись до бара, Пётр узнаёт, что в его доме проходит операция Ночного Дозора. Заручившись помощью героини, он отправляется выяснять обстоятельства. Когда они врываются в дом, Стас убивает родителей Петра, герои опоздали, Стас арестован инквизицией за превышение полномочий. Не признаваясь даже себе в своих чувствах, Анна решает выяснить причину столь странного поведения Стаса.

## Рецензии
- Журнал Игромания поставила игре 6,0 баллов из 10 возможных. Автор рецензии Степан Чечулин в итоговом вердикте написал:

"Дневной Дозор" недалеко ушел от оригинала, так что если вы отважитесь на покупку, то готовьтесь к очень средней графике, скучному геймплею и жестоким тормозам. Впрочем, мы понимаем, что поклонников "Дозоров" такие "мелочи" смутить не могут.